# Burg Steuerwald
Die Burg Steuerwald ist eine Burg im Stadtteil Steuerwald im Norden von Hildesheim.

## Lage
Die Burg liegt unweit der Mündung des Gewässers Kupferstrang in die Innerste. Von der Bundesstraße 6 ist die Anlage über die nach Westen abzweigende Mastbergstraße zu erreichen. Die Entfernung zur Hildesheimer Innenstadt beträgt knapp 3 km.

## Geschichte
Bischof Heinrich II. von Woldenberg (Amtszeit 1310–1318) ließ die Burg Steuerwald 1310–1313 als Schutz- und Trutzburg gegen die Hildesheimer Bürger nördlich der Stadt erbauen. Aus dem gleichen Grund wurde 1346 südlich von Hildesheim von einem seiner Nachfolger, Bischof Heinrich III. von Braunschweig-Lüneburg (Amtszeit 1331–1362), eine weitere Burg gegründet, die Marienburg. Die Burg Steuerwald diente ab dieser Zeit bis 1573 als faktische bischöfliche Residenz, während die alte Residenz am Dom nominell diesen Rang behielt. Die Burg wurde 1313–1331 unter Bischof Otto II. von Woldenberg erweitert, dabei entstanden zwei aus der Innerste gespeiste Ringgräben mit einem Wall dazwischen.
1472/73 wurde die Burg durch die Stadt Hildesheim erfolgreich belagert, sie wurde dadurch städtisches Eigentum, blieb aber unter bischöflicher Verwaltung. In der Hildesheimer Stiftsfehde (1519–1523) war sie häufig umkämpft. 1528 wurde die Burg nach Verhandlungen wieder dem Bischof zugesprochen.
1594 wurde in der Burg eine Wassermühle gebaut. Ein weiterer Um- und Ausbau erfolgte ab 1631 unter Bischof Ferdinand von Bayern.
Im Dreißigjährigen Krieg wurde die Burg Steuerwald mehrmals belagert, besetzt und zurückerobert. Am 4. Juni 1632 wurde sie von Lüneburger Truppen im Sturm genommen und dabei erheblich beschädigt. Anschließend wurden die Befestigungsanlagen abgetragen. Ost- und Südflügel, die heute nicht mehr vorhanden sind, wurden möglicherweise bei dieser Gelegenheit mit entfernt, um Baumaterial für andere Gebäude auf dem Burggelände zu gewinnen.
Zaubereiprozess: Noch im Jahre 1716 wurde auf der hiesigen Vehmstätte, im Beisein einer großen Volksmenge, ein letzter Zauberer nach vorheriger Enthauptung verbrannt, welcher sein Urteil von der bischöflich-hildesheimischen Regierung empfangen hatte.
Bischof Clemens August I. von Bayern ließ den Palas 1728 umbauen und die im Dreißigjährigen Krieg entstandenen Schäden beheben. Anschließend begann er auch mit dem Neubau der bischöflichen Residenz am Domhof in Hildesheim. Die Hildesheimer Bischöfe residierten bis 1573 auf der Burg Steuerwald. Die nachfolgenden Bischöfe waren in Personalunion Erzbischöfe von Köln; sie weilten nur selten in Hildesheim und dann in der Residenz am Dom. Bei der Säkularisation von 1803 wurde die Burg in eine staatliche Domäne umgewandelt. Sie wurde zusammen mit ihren Ländereien von der Klosterkammer verwaltet, einer Institution des preußischen Staates. Zu Beginn des 19. Jahrhunderts wurden der innere Burggraben zugeschüttet und der Wall eingeebnet, an ihrer Stelle wurde im Südteil der Burg nach dem Abriss einer Scheune 1819 das heutige Herrenhaus errichtet. Die Stadt Hildesheim kaufte die Burg und ihre Ländereien am 1. September 1912 von der Klosterkammer, um Grundstücke für den Bau eines Hafens zu erhalten.
Nicht weit von der Burg entfernt, auf dem Gebiet des heutigen Hildesheimer Hafens, lag im Mittelalter das Dorf Essem. Es wurde nach dem Bau der Burg Steuerwald zur Wüstung. Um die Burg herum entstand ein kleines Dorf mit Namen Steuerwald, das 1895 bei der Volkszählung 231 Einwohner hatte und 1912 nach Hildesheim eingemeindet wurde. Es wurde vor dem Bau des 1926 eingeweihten Hildesheimer Hafens teilweise abgerissen.
Im Zweiten Weltkrieg detonierte am 9. Oktober 1943 eine Bombe an der Burg Steuerwald, wodurch vier Menschen ums Leben kamen. Hierbei handelte es sich um den ersten Bombenabwurf auf Hildesheim. Ein in der Kapelle ausgehängtes Foto zeigt Schäden an den Dächern von Palas, Stallungen und großer Scheune, während Kapelle und Bergfried unversehrt blieben.
Seit 1973 wird die Burganlage vom Reit- und Fahrverein Hildesheim genutzt. Aufgrund der vielfältigen Nutzung der Hofanlagen steht die Burg etwas im Abseits, insgesamt als aufgeteilter Wohnbau mittelmäßigen Erhaltungszustands einer ehemaligen Bischofsresidenz kaum würdig, obgleich es sich um eine der wenigen authentisch erhaltenen mittelalterlichen Anlagen der Region handelt, neben der Marienburg und der Burg Steinbrück. Zum Zwecke der Restaurierung, Erhaltung und Nutzung der Burg Steuerwald wurde 2001 die Steuerwaldstiftung gegründet. Das Dach des Palas wurde 2010 renoviert.

## Anlage
Die Burg wurde als Wasserburg erbaut, zwei Teile des äußeren Ringgrabens sind heute noch im Süden und Westen der Burg erhalten. Westlich des Mühlengrabens, der mit einer heute noch gut erkennbaren Länge von rund 250 m in Nord-Süd-Richtung von der Innerste abzweigt, steht außerhalb der eigentlichen Burganlage auf einem Sockel aus Bruchsteinen ein längliches Fachwerkhaus aus der zweiten Hälfte des 18. Jahrhunderts. Es diente als Speicher und ist nicht renoviert.
Im Innern der Burg gruppieren sich verschiedene Gebäude um den Innenhof mit einer Fläche von etwa 175 ×175 m:

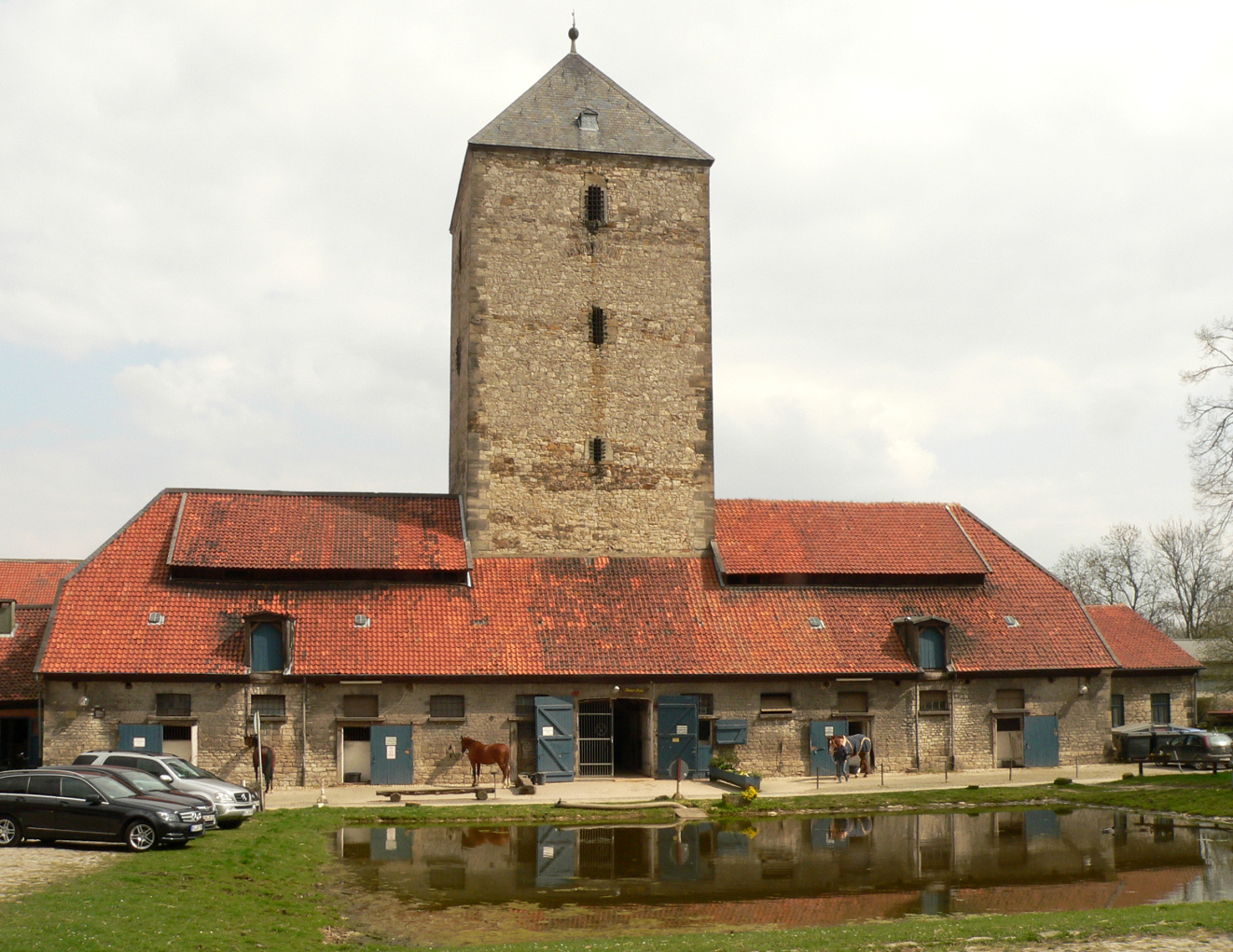
Bergfried, von Westen gesehen

Weithin sichtbar ist der 26 m hohe Bergfried, der 1325 gebaut wurde und als Torturm diente. Seine Grundfläche beträgt 9,35 × 9,35 m, die Dicke seiner Mauern liegt bei 2 m. Mit seinen vergitterten Fenstern diente er im Laufe der Geschichte mehrmals als Gefängnis. Heute ist der Bergfried von einem 1819 erbauten länglichen Stall umgeben.
Der dreigeschossige Palas bestand anfangs nur aus dem heutigen, aus Buntsandsteinblöcken erbauten Westflügel. Bischof Otto II. ließ das Gebäude erweitern, bis es aus vier Flügeln bestand, wie auf einem Kupferstich von Merian zu erkennen ist. Unter Bischof Clemens August von Bayern wurde der Palas 1728 umgebaut. Heute sind nur noch West- und Nordflügel erhalten, letzterer wurde aus unbehauenen Sandsteinquadern errichtet. Die Traufenhöhe des Palas beträgt 15 m, die Firsthöhe liegt bei 23,15 m. Der Westflügel ist der Haupt-, der Nordflügel der Nebenflügel. Im dritten Obergeschoss des Palas befindet sich der ehemalige Rittersaal, der jedoch wie das gesamte Gebäude nicht zugänglich ist. Auffällig ist ein zugemauertes, spitzbogiges spätgotisches Doppelfenster in der Westmauer des Westflügels, das möglicherweise zu einer bischöflichen Kapelle gehörte. Im Gewölbe des Palas wurde nach der Säkularisation eine Brauerei untergebracht.
Eine Wassermühle wurde 1594 unter Bischof Ernst Herzog von Bayern im Westteil der Burg erbaut, sie brannte 1905 ab; es sind nur noch sehr geringe Reste erhalten.
Die große Scheune entstand zeitgleich mit dem Bergfried, wurde jedoch mehrmals erweitert und umgebaut.
Das Herrenhaus mit seiner Freitreppe wurde 1819 auf dem abgetragenen Wall aus Bruchsteinen errichtet, nachdem die Burg in ein Gut umgewandelt worden war.
Die St. Magdalenenkapelle wurde unter dem Patronat des Hildesheimer Magdalenenstifts 1310 im Stil der Romanik erbaut. 1507 ließ der Hildesheimer Bischof Johann IV. die Kapelle im Sinne der Gotik umgestalten. Dabei wurden u. a. die vorhandenen Fenster vergrößert und im Bereich der Apsis drei weitere Fenster eingebaut. Über dem Spitzbogen des Eingangsportals sind noch heute die Jahreszahl 1507 sowie das Wappen des Bischofs zu sehen. Die westliche Mauer der Kapelle ist ein Teil der Umfassungsmauer der Burg, von der nördlich und südlich der Kapelle noch ein gut erhaltenes Stück zu sehen ist. Nach dem Zweiten Weltkrieg wurden in der St. Magdalenenkapelle die Gottesdienste der Michaelisgemeinde, deren Kirche zerstört war, abgehalten. Eine Teilsanierung erfolgte 1990. Die Kapelle hat etwa 55 Sitzplätze und wird seit 2001 für Trauungen, Lesungen und Konzerte genutzt. Sie wurde von privater Hand saniert, wofür 2008 als Anerkennung und Auszeichnung der Preis für Denkmalpflege der Niedersächsischen Sparkassenstiftung verliehen wurde.
Hinter der Burg finden Reit- und Springturniere statt; hier befindet sich auch eine Rennbahn für Windhunde.

## Besichtigung
Zurzeit ist nur eine Besichtigung der Anlage von außen möglich, da die Burg Steuerwald an den Reit- und Fahrverein Hildesheim verpachtet und damit für die Öffentlichkeit nicht zugänglich ist. Auch die St. Magdalenenkapelle ist nur zu besonderen Anlässen geöffnet. Um die Burg herum führen mehrere Wanderwege, die einen Blick auf die Anlage ermöglichen. Von der Mastbergstraße führt ein gut ausgebauter Radwanderweg am Gewässer Kupferstrang entlang zu den Hildesheimer Stadtteilen Moritzberg und Himmelsthür.

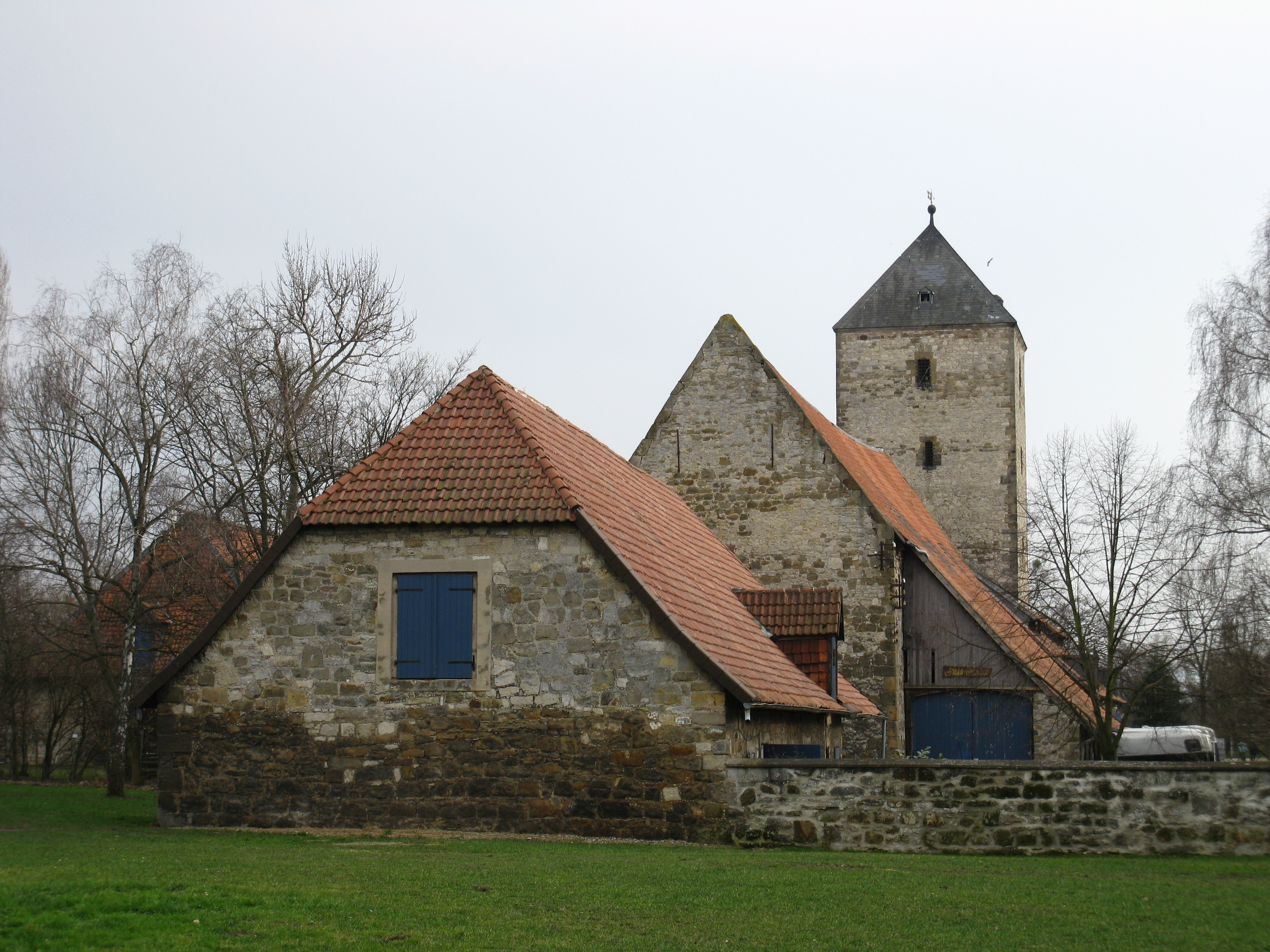
Gesamtansicht
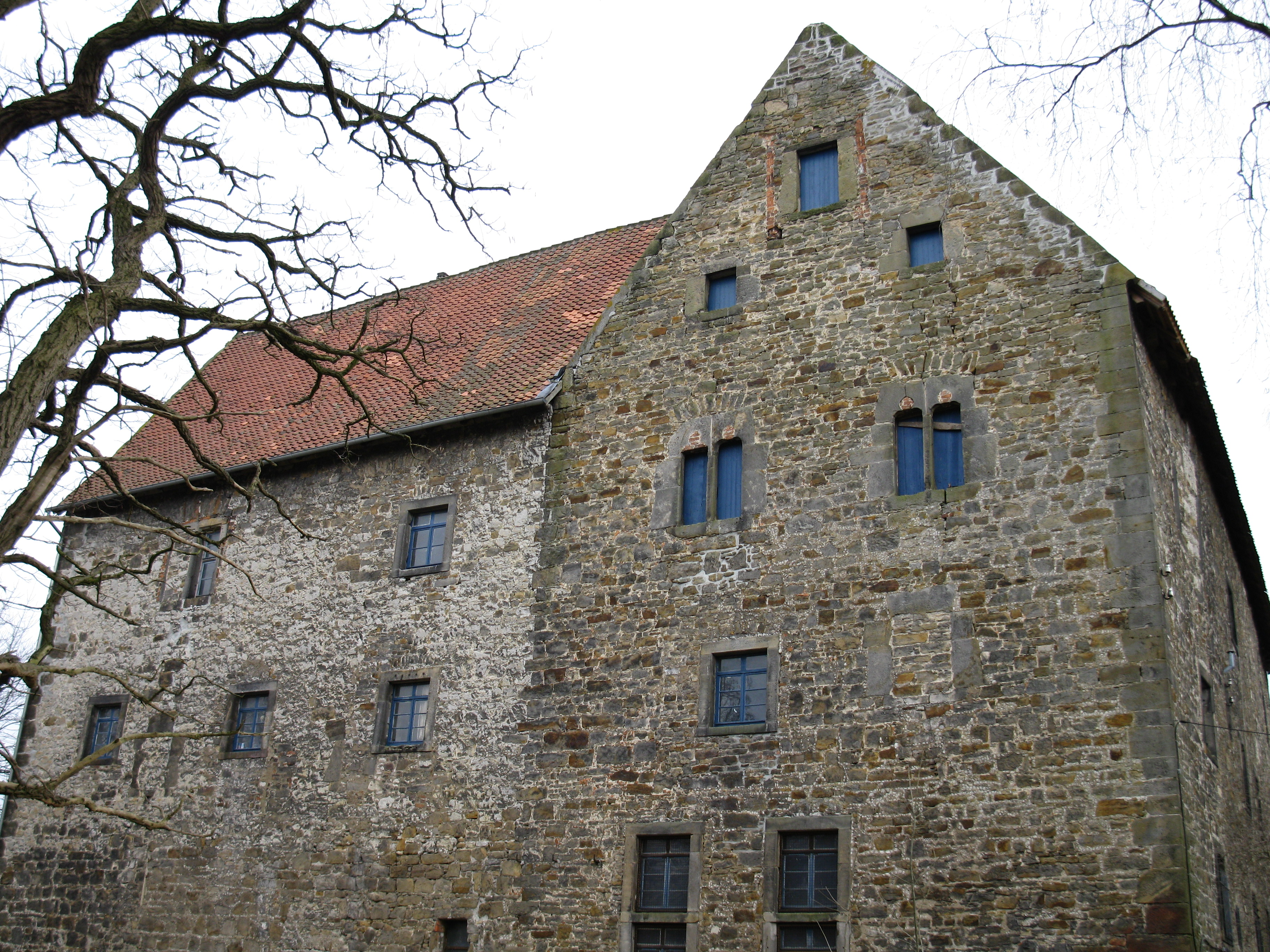
Palas
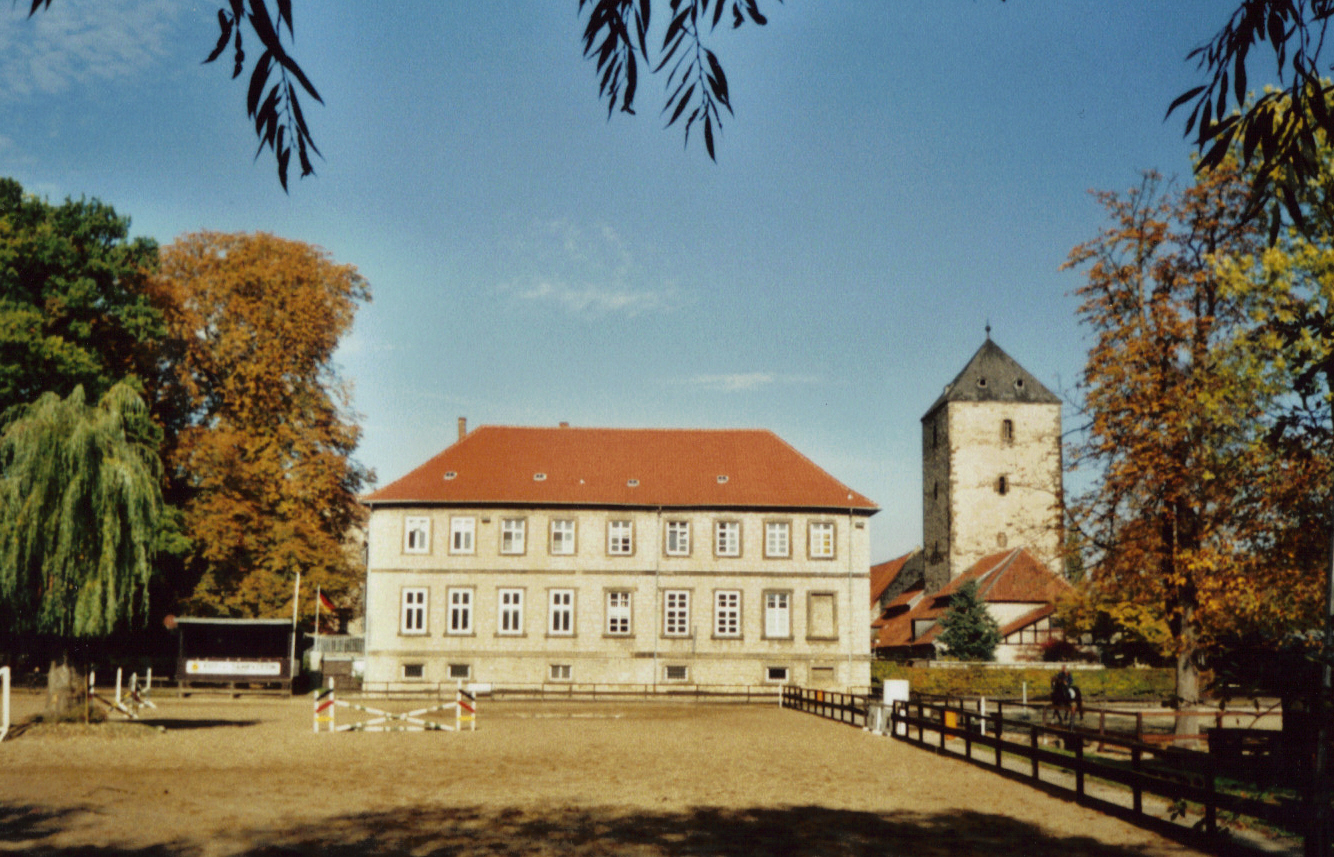
Herrenhaus und Bergfried
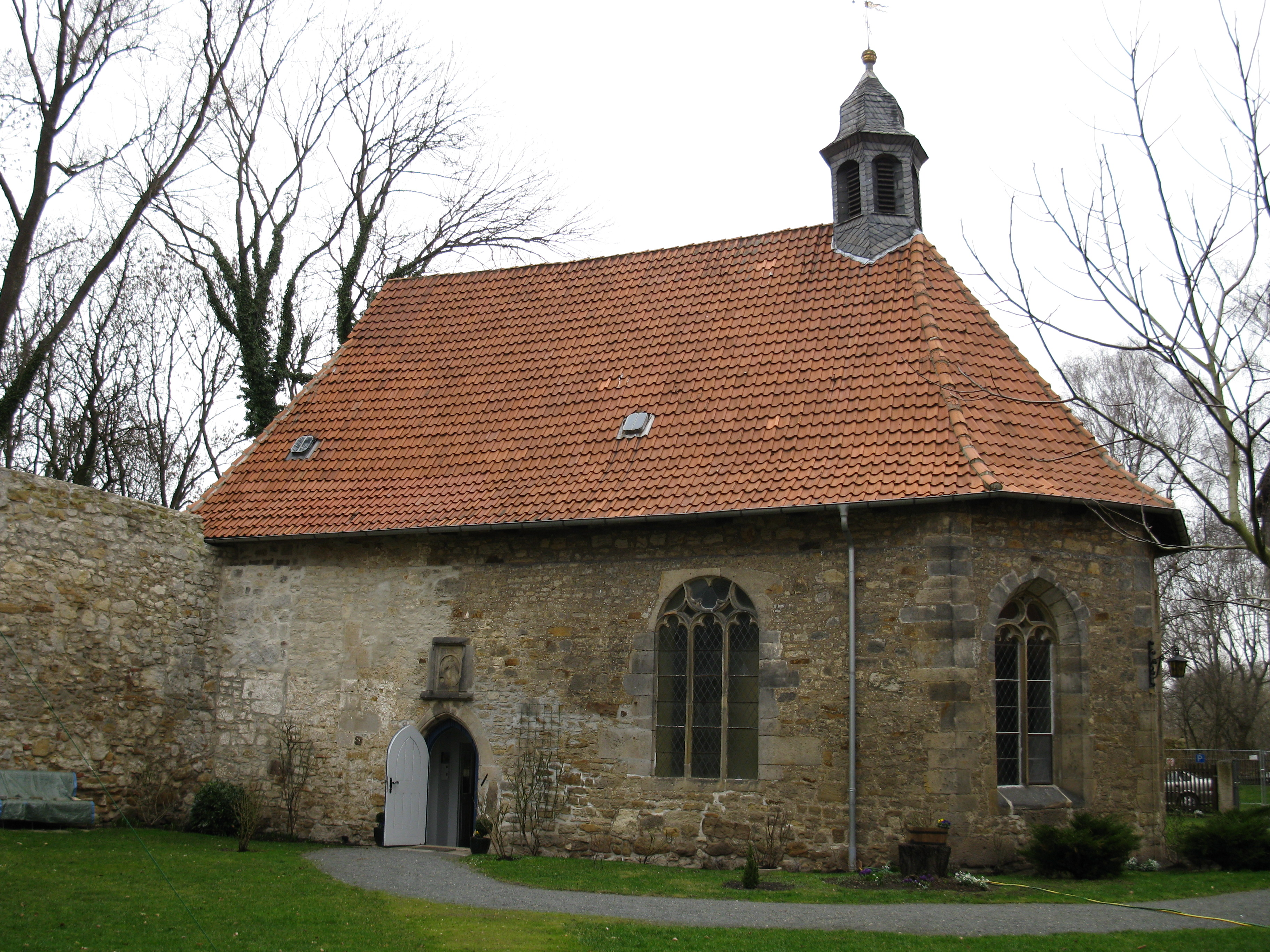
Magdalenenkapelle
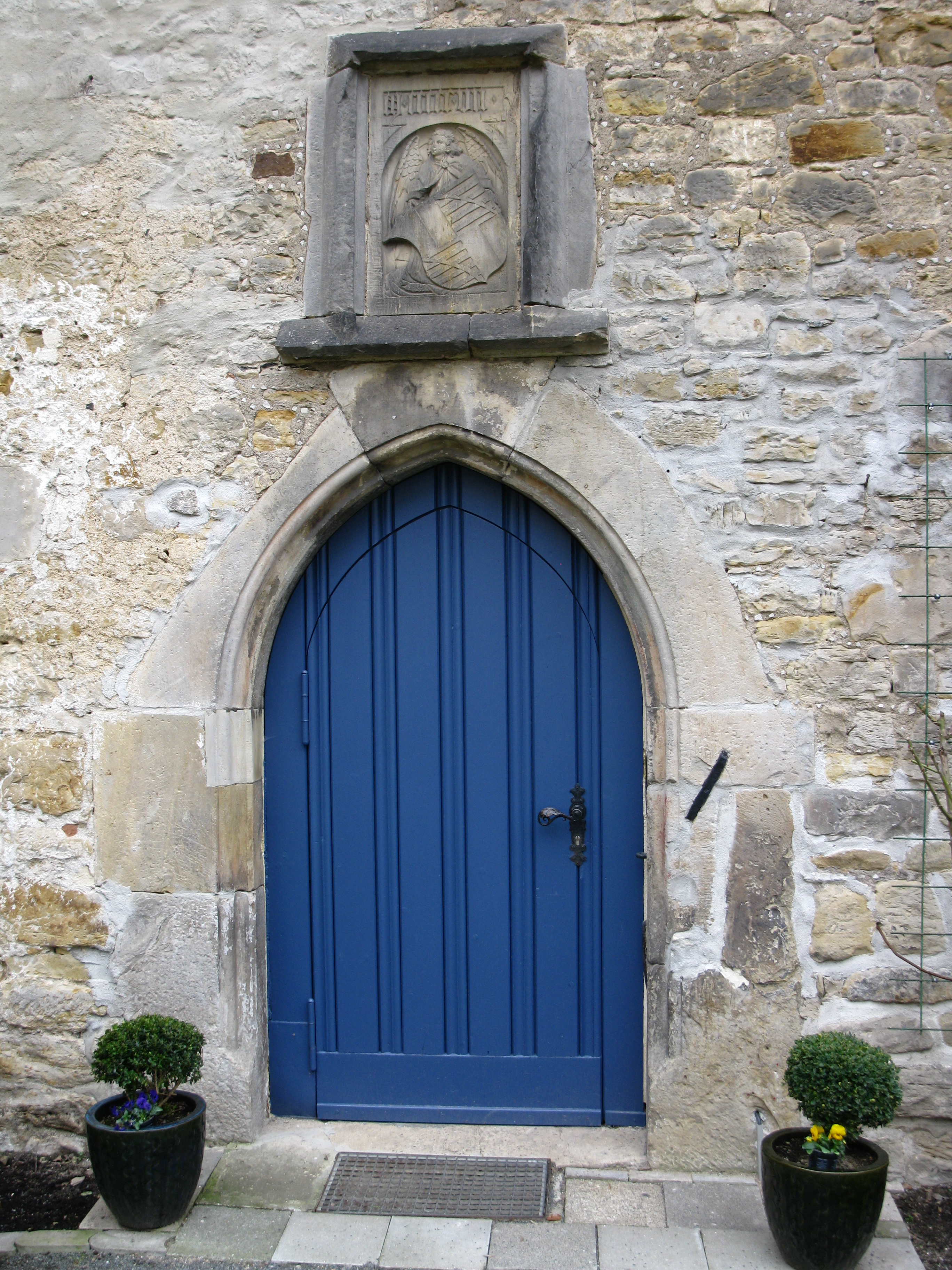
Magdalenenkapelle – gotischer Eingang und Bischofswappen